# Batalla de Los Yébenes
La batalla de Los Yébenes fue un enfrentamiento entre la Legión del Vístula y varias unidades de caballería española, ocurrido en las cercanías del actual municipio de Los Yébenes. Los lanceros polacos, comandados por el coronel Jan Konopka, fueron sorprendidos por un contingente español mucho más numeroso. La batalla culminó con victoria española.

## Antecedentes
La división polaca del general Valence, integrada en el IV Cuerpo del general Horace Sébastiani, partió de Toledo el 20 de marzo de 1809 con rumbo suroeste, en dirección a Andalucía. La tarde del 23 de marzo hicieron una parada para descansar en el pueblo de Mora.
Los lanceros, unos 591 hombres repartidos en cuatro escuadrones, podrían haber pasado la noche en Orgaz, al pie de las montañas, pero el coronel Konopka eligió alojarse en Los Yébenes, un lugar que los polacos ya conocían por anteriores patrullas como cómodo para descansar. Sin embargo, el pueblo era difícil de defender.
Un testigo, el sargento Kajetan Wojciechowski, escribió:

Esta posición es extremadamente peligrosa para la caballería. La única salida del valle serpenteaba a través de la montaña, donde un paso en falso a la derecha significaba caer por escarpados precipicios y a la izquierda, por un abismo. Era el único camino disponible si nos atacaban.

Como puesto avanzado, la aldea podía convertirse fácilmente en una trampa mortal para unos soldados dormidos: tenía poco espacio para organizarse y no ofrecía una vía segura de retirada. El valle era lo bastante amplio para una gran batalla, pero para un solo regimiento enfrentándose a todo un ejército, era un terreno muy desfavorable. Según Kirkor, el regimiento fue atacado por siete regimientos de caballería española y dos baterías de artillería a caballo.
El coronel Konopka probablemente eligió ese lugar para pasar la noche porque nadie esperaba tropas españolas cerca, ni franceses ni polacos. Las compañías del regimiento, incluida la columna de suministros con sus carros, estaban repartidas por todo el pueblo. La Quinta Compañía, bajo el mando del capitán Jan Szulc y que estaba de servicio esa noche, se quedó en el centro del pueblo y se establecieron piquetes en los alrededores.

## Batalla

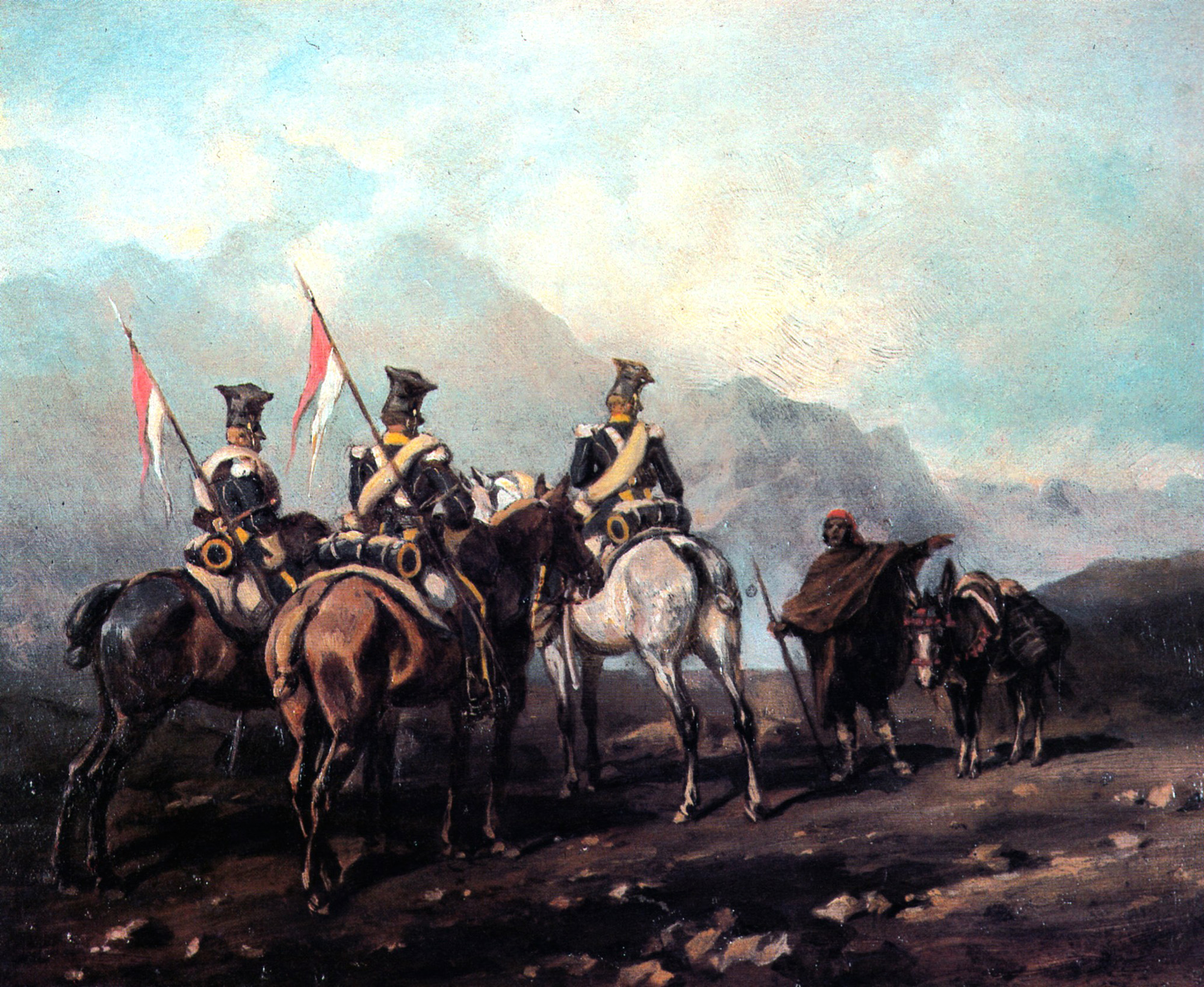
Lanceros de la Legión del Vístula en patrulla en España

La noche del 24 de marzo fue neblinosa. Los centinelas oyeron ruidos sospechosos e informaron al coronel, pero él tranquilizó a todos sus oficiales, asegurándoles que el enemigo estaba a varios días de marcha de allí, cerca del Guadiana. Se equivocó, pues oculto por la niebla estaba el nuevo Ejército de La Mancha, comandado por el conde de Cartaojal. A las siete de la mañana, lanzó un ataque contra los lanceros, que acababan de despertar. Esto fue una desventaja, ya que, según el reglamento de la Caballería Ligera francesa, el toque de diana debería haber sido a las seis de la mañana.
Los lanceros de la Quinta Compañía fueron los primeros en enfrentarse al enemigo. Mientras tanto, el resto del regimiento se formaba en escuadrones desorganizados junto a la iglesia, en el centro del pueblo. De repente, la niebla se disipó y los polacos vieron densas filas de caballería española y dos baterías de artillería a caballo. El coronel Konopka, al darse cuenta de que el enemigo los superaba en número, dio la única orden posible: retirarse hacia la fuerza principal francesa.
Los escuadrones se dieron la vuelta y, en columna de marcha, se lanzaron hacia Orgaz, con el coronel mayor Andrzej Ruttie al frente. La quinta compañía protegió al resto de la columna como retaguardia. 
Pronto los lanceros liderados por Konopka se encontraron con dos regimientos de la caballería española. Konopka gritó: "¡Adelante, muchachos!"  a la octava compañía, que apuntó con sus lanzas y atacó con fuerza. Fue el Regimiento de Carabineros Reales, un regimiento muy conocido en el Ejército español, el que bloqueó la estrecha carretera al borde de un precipicio, dejándoles sin posibilidad de avanzar ni retroceder. 
Fue una dura batalla. Los lanceros, debido a su alcance, tenían una ventaja natural contra los carabineros españoles, quienes estaban armados con espadas. En el combate cuerpo a cuerpo, donde sólo unos pocos soldados pudieron contraatacar a los polacos, los carabineros, presionados entre sus atacantes y el regimiento español que los seguía, no tuvieron ninguna posibilidad. Algunos se arrojaron desesperados a un río pedregoso mientras otros intentaban escalar las laderas rocosas de arriba. Los que quedaron en el camino fueron asesinados por los lanceros.
El ataque de los lanceros sorprendió completamente a los soldados españoles, que momentos antes estaban seguros de que de que ganarían. Ahora, al ver sus líneas del frente destrozadas por el enemigo, comenzaron a retirarse, y los que estaban en la retaguardia comenzaron a retroceder. Los lanceros continuaron con su retirada y pronto se abrieron paso hacia una parte más amplia del camino. Allí, separados de los soldados españoles, se lanzaron al galope.
El coronel Konopka, junto con el mayor Ruttie y una docena de lanceros, se separaron del regimiento principal al llegar al campo abierto. Allí empezaron a formar líneas de defensa para repeler a la caballería española que salía del cañón. El coronel polaco llegó sano y salvo a Mora, donde se encontraban las fuerzas principales del general Valence, convencido de que el regimiento estaba perdido. Sin embargo, el regimiento, liderado por uno de los comandantes de los escuadrones, el capitán Telesfor Kostanecki, logró abrirse paso a través de las líneas enemigas y llegó desde Consuegra unas horas después a Mora.
Cuando el general Sebastiani se acercó con una división de infantería y tres regimientos de dragones de Milhaud, Cartaojal se vio obligado a retirar las tropas españolas a Ciudad Real. 

## Consecuencias
En la batalla de Yébenes, el regimiento de lanceros polacos sufrió pérdidas importantes. El teniente Stanisław Moszyński (Molzinski) murió durante un duelo con el teniente Zawadzki. Los capitanes Jan Szulc y Kajetan Stokowski, así como el teniente Stawierski y el cirujano Jan Gryll, resultaron heridos y fueron hechos prisioneros; la retirada fue tan difícil que el regimiento no pudo evacuar a sus heridos. En total, entre el 8 de marzo y el 15 de abril, al regimiento le faltaban 89 hombres, 47 de ellos hechos prisioneros. Las pérdidas posteriores del regimiento fueron insignificantes, por lo que es probable que el número de lanceros muertos en la batalla fuera de 42.
El regimiento perdió todo el tren de suministros y con ellos, las banderas de los cuatro escuadrones y los regalos que habían recibido de Josefina de Beauharnais, la esposa de Napoleón, cuando el regimiento aún estaba en Italia en 1802. La pérdida de los estandartes fue especialmente humillante para los lanceros. La derrota de los lanceros se hizo conocida en toda España y fue su mayor revés a manos de las fuerzas españolas durante la Guerra de la Independencia. Después de esto, «los infiernos picadores» intentarían a toda costa recuperar su antigua reputación entre las filas del Armée d'Espagne.
La oportunidad para vengar su honor no tardó en llegar. El 27 de marzo de 1809, en la batalla de Ciudad Real, los lanceros tomaron el puente, aplastaron cuatro cuadros de infantería española y los hicieron huir. Al día siguiente, en la batalla de Santa Cruz de Mudela, los lanceros, sin esperar al resto del cuerpo, derrotaron una vez más a las mismas fuerzas españolas. El 18 de septiembre de 1809, la simple presencia de los infiernos picadores durante la Batalla de Ocaña provocó que el mismo regimiento de carabiñeros reales huyera del campo de batalla.
A principios de mayo, el coronel Konopka dejó el regimiento para viajar a Francia, llamado por las autoridades. Estuvo un tiempo en Sedán, sede del escuadrón de reclutamiento, y regresó al regimiento quince meses después. La verdadera consecuencia de perder los estandartes fue la negativa oficial a entregarles unos nuevos. Sin embargo, como escribe Wojciechowski sobre la batalla, "Allí había terminado nuestra penitencia por los estandartes perdidos en Yébenes". Finalmente, el 18 de junio de 1811, un regimiento fue separado de la Legión del Vístula y redesignado como el 7.º Regimiento de Cazadores-Lanceros del ejército regular francés.

## El destino de los estandartes perdidos
Wojciechowski escribió más tarde sobre el destino de los estandartes perdidos:

Cuando salté de mi montura, me llevé a Kazaban a un lado y le pregunté por qué nuestro Coronel, siempre tan valiente y perspicaz en todos los combates anteriores, había perdido completamente la cabeza hoy y se quejaba a nuestro General de que nuestro regimiento estaba perdido. Él no entendía esas quejas, porque estaba seguro de que todo el regimiento estaba fuera de peligro. Kazaban respiró hondo, me tomó de la mano y me dijo: "Probablemente tengas razón, y nuestro regimiento está fuera de peligro, pero sin embargo ha sucedido algo peor. Hemos perdido el estandarte de nuestro regimiento, el emblema que recibimos en Italia hace muchos años durante la Revolución Francesa. El emblema que Napoleón quiso cambiar cuando se convirtió en Emperador y el regimiento se opuso, porque sentían un fuerte apego a él: este emblema eran nuestros cuatro estandartes".

"¿Qué diablos me estás contando?", grité. "¡Estoy seguro de que los dejamos en el depósito de Madrid!".
"Sí", dijo, "las fundas y los mástiles se han ido, pero yo puse los estandartes con mis propias manos, en el mayor de los secretos, en una alforja que estaba en el vagón del Coronel. Ese vagón se quedó al otro lado de la gran montaña y estoy seguro de que ha sido capturado por los españoles".

Me quedé atónito. Conocía las consecuencias de este accidente para todo el regimiento. En este caso, nuestro regimiento simplemente existiría, y nosotros los lanceros, por muy valientes que fuéramos, seríamos privados de toda recompensa o ascenso.

El regimiento perdió sus banderas a pesar de las órdenes según las cuales debían conservarse en el depósito del regimiento, detrás de las líneas. Como resultado, el regimiento no fue incluido, a pesar de la recomendación de Joachim Murat, en la Guardia Imperial y nunca se le concedieron nuevos estandartes.
En su informe, el comandante español, conde Cartaojal, escribió el 29 de marzo (publicado en los periódicos españoles el 1 de abril) sobre las pérdidas de los lanceros polacos:

98 hombres, incluyendo prisioneros de guerra y tres oficiales, además de una bandera, caballos, lanzas y equipo.

En una nota posterior a la Junta Suprema de Sevilla añadió:

Otros dos estandartes del regimiento polaco fueron recuperados en Los Yébenes, los encontramos en un oficial muerto en la batalla.

Parece que Cartaojal tomó tres de los cuatro estandartes del regimiento, y que dos de ellos los tenía un lancero, que intentó salvarlos, pero murió durante la pelea. Lo más probable es que la cuarta bandera fuera quemada junto con los suministros.
Se desconoce qué pasó con los tres estandartes entre el final de la batalla y el momento en que dos de ellos fueron colgados como trofeos en la Capilla Real de la Catedral de San Francisco de Sevilla, pero algunos documentos supervivientes ofrecen algunas posibilidades.
Era posible que los tres estandartes de los lanceros estuvieran en posesión del Estado Mayor del Ejército español, quienes no tenían ningún deseo de presentarlos en público hasta la Batalla de La Albuera. Es muy probable que el mando español decidiera mostrar las banderas en ese momento en particular para significar que habían sido tomadas de los Lanceros del Vístula, con el fin de elevar la moral de las tropas españolas.
Esto podría explicar la discusión sobre la «toma de las banderas polacas por parte del Regimiento de Murcia» en el informe del general Lardizábal. Aquella afirmación era falsa, ya que los españoles no llevaron estandartes ni pancartas a La Albuera. No obstante, es probable que la nota se refiriera a las pancartas de Los Yébenes.
Siete días después, Sebastián Llano, ayudante de campo del general español Joaquín Blake, se presentó ante las Cortes de Cádiz con un trofeo: el estandarte del tercer escuadrón. Dijo: «...de los tres estandartes arrebatados a nuestros enemigos, tengo el honor de presentar a Vuestras Excelencias éste, como homenaje a la Nación que representáis». Esta pancarta fue colgada en la iglesia de San Felipe Neri de Cádiz, pero después desapareció sin dejar rastro.
En 1889, J. Gestoso de Sevilla publicó en la serie Gloria Nacional una reimpresión a color del estandarte de la Primera Escuadra, con la nota de que se conservaba en «la Real Capilla de San Francisco de esta villa» como «memorabilia» de la Batalla de Bailén. Un año después, el mismo autor, en su «Guía de Sevilla», mencionó dos estandartes polacos en la Capilla Real, relacionándolos de nuevo con Bailén. Sin embargo, no sabía que en esa batalla no participaron lanceros polacos; además, todos los trofeos tomados durante esa batalla por los españoles fueron recuperados por el rey José Bonaparte en 1810.
Hoy, en la catedral de Sevilla, se conserva el estandarte del Segundo Escuadrón, pues el que perteneció al Primer Escuadrón fue trasladado hacia 1910 al Musée de l'Arméede París, donde se conserva sin mencionar que en su día fue un trofeo de las fuerzas españolas. 
Finalmente, está también el destino del coronel Konopka, quien, contrariamente a las órdenes, colocó las banderas del regimiento en los vagones del tren de suministros. Su viaje a Francia, relacionado con la investigación del caso, fue largo, pero sin consecuencias visibles para él. Después de la batalla de La Albuera, supuestamente fue nombrado general y barón francés, y nunca regresó a los Lanceros del Vístula. Cabe destacar que las formaciones de caballería ligera de la Legión del Vístula no eran formalmente destacamentos polacos.
Más tarde, Konopka se convirtió en el «instructor de la lanza» en el 1er Regimiento de Caballería Ligera Polaca de la Guardia Imperial. Durante la invasión de Rusia, obtuvo el mando del recién creado Tercer Regimiento de Caballería Ligera de la Guardia Lituana, pero en octubre de 1812, durante el banquete en Słonim el día antes de la marcha, fue hecho prisionero por los rusos. Su encarcelamiento destruyó su salud y murió en enero de 1815. Otras fuentes mencionan a Konopka en diciembre de 1814, nombrándolo como el recién nombrado general de brigada del ejército del Congreso de Polonia.

## Leer más
- Esdaile, Charles J. (2003). The Peninsular War. Palgrave MacMillan. ISBN 9781403962317. Consultado el 19 de mayo de 2021.
- Karpowicz, Michał; Filipiak, Mirosław (1995). Elita jazdy polskiej. Warszawa. ISBN 83-85218-69-6.
- Ziółkowski, Andrzej (2006). Pułk jazdy legionowej, Pułk Lansjerów Nadwiślańskich 1799–1815. Kuźnia. ISBN 83-60619-07-7.